# Чепмен, Джейк и Динос
Братья Джейк (род. 1966, Челтнем) и Ди́нос (род. 1962, Лондон) Че́пмены (англ. Jake and Dinos Chapman) — английские концептуальные художники, которые работают практически всегда вместе.
Прославились как участники группы «Молодые Британские Художники» (YBA, Young British Artists), детища медиамагната и коллекционера Чарльза Саатчи. Выдвигались на соискание Премии Тернера в 2003 году. Братья обычно создают произведения с использованием пластиковых моделей или манекенов из стекловолокна. Любители провокации, Чепмены с их любовью к телесным и психологическим крайностям, часто становятся причиной скандала.

## Биография

### Динос Чепмен
- 1962 родился в Лондоне

Образование:
- 1981 Ravensbourne College of Art (BA)
- 1990 Royal College of Art (MA)
- Живёт и работает в Лондоне

### Джейк Чепмен
- 1966 родился в Челтнеме

Образование:
- 1988 North East London Polytechnic (BA)
- 1990 Royal College of Art (MA)
- Живёт и работает в Лондоне

## Творчество
Динос и Джейк Чепмены, окончив Лондонский королевский колледж искусств, работали для художников Гилберта и Джорджа. В 1993 братья обратились к «Ужасам войны» Гойи, взяв их за образец для своих небольших, тщательно сделанных скульптурных групп. Они плавили пластиковые статуэтки, придавали им нужную форму, раскрашивали, а затем, аккуратно сгруппировав свои создания в кружок, ставили на искусственную травку. Это придавало душераздерающим гравюрам Гойи какую-то буколическую симпатичность, одновременно служа намеком на то, что всякое зверство, или акт жестокости, или приступ болезни может нейтрализоваться — и именно так и происходит — нечувствительностью к боли, свойственной нашей культуре. На следующий год Чепмены сделали свой вариант гравюры Гойи с тремя привязанными к дереву изувеченными и кастрированными солдатами, назвав его «Деяния ради мертвых». Эта работа вместе с другой, озаглавленной «Зиготная акселерация: биогенетическая десублимированная либидональная модель (увеличено 1х1000)», 1995 года, вызвала скандал, когда их выставили на известной выставке «Сенсация» в конце 1997 года в Королевской академии искусств в Лондоне (позже такой же скандал случился в Нью-Йорке).

### «Зиготная акселерация»
«Зиготная акселерация» выглядела как чудовищно сплавленное воедино кольцо из голых девочек-манекенов в кроссовках, некоторые с вагинами вместо ртов и ушей или пенисами вместо носа. Очень отдаленно пародируя округлые минималистские работы середины 60-х, «Зиготная акселерация» выразила радикально отстраненный взгляд на конфликт между обыденным сексуальным любопытством и отвращением к генетически измененному телу. Тут было и указание на завороженность Чепменов телесными и психическими крайностями: с одной стороны, забавными, с другой — омерзительными. Именно последнее обстоятельство вернуло их к теме войны, которую в 2000 году они выбрали для участия в выставке «Апокалипсис».

### «Ад»
На подготовку своего «Ада» они потратили два года, изготовив пять тысяч миниатюрных раскрашенных фигурок: это звероподобные нацистские солдаты в жестокой схватке с обнаженными мутантами. В девяти расставленных по залу в форме свастики прозрачных боксах игрушечные фигурки разыгрывают кровавые сценки ужасов войны. Для тех, у кого хватает духу смотреть, заготовлен не один сюрприз: понемногу становится ясно, что это мутанты бьют солдат, хотя результат этой битвы — оживающие скелеты, рыбы-мутанты и сцены каннибализма — толком не ясен, а зритель сталкивается с новыми попытками завладеть его утомленным любопытством. Сами Чепмены говорят, что жестокость питается жестокостью, как в теории «вечного возвращения» Ницше. В тот момент, на грани тысячелетий, их творчество вынуждало думать, что кончается один жестокий век и наступает новый.

### Известные работы
- «Зиготная акселерация: биогенетическая десубримированная либидональная модель (увеличено 1х1000)», 1995.
- «Деяния ради мертвых», 1995.
- «Ад», 2000.
- «Смерть», 2003.

## Персональные выставки
- 2012 — «Конец веселья». Государственный Эрмитаж, Главный штаб, Санкт-Петербург.[2]
- 2009 — «My Giant Colouring Book» Gallery Petersfield, Queens Hall, Hexham; Burton Art Gallery, Bideford
- 2008 — «My Giant Colouring Book», DLI Museum & Durham Art Gallery, Durham; The Gallery at Ormeau Baths, Belfast; Qube Gallery, Oswestry; Cambellworks, London; Pontardawe Art Centre, Pontardawe; Artsdepot, London
- 2008 — Jake and Dinos Chapman: Little Death Machines, L&M Arts, Нью-Йорк
- 2008 — If Hitler Had Been a Hippy How Happy Would We Be, White Cube Mason’s Yard, Лондон
- 2008 — Jake and Dinos Chapman: Memento Moronika, Kestnergesellschaft, Ганновер
- 2007 — Two Legs Bad, Four Legs Good, Paradise Row, Лондон
- 2007 — When Humans Walked the Earth, Tate Britain, Лондон
- 2007 — Your Mind Is A Nightmare That Has Been Eating You: Now Eat Your Mind, Галерея «Триумф», Москва
- 2006 — Bad Art for Bad People, Tate Liverpool, Ливерпуль
- 2005 — Like a dog returns to its vomit, White Cube, Лондон
- 2005 — Explaining Christians to Dinosaurs, Kunsthaus Bregenz, Bregenz
- 2004 — The New and Improved Andrex Works, Thomas Olbricht Collection, Essen
- 2004 — Insult to Injury, Kunst Sammlungen der Veste, Coburg
- 2004 — The Marriage of Reason and Squalor, CAC Malaga, Malaga / Dunkers Kulturhus, Швеция
- 2003 — Jake & Dinos Chapman, The Saatchi Gallery, London The Rape Of Creativity, Modern Art Oxford
- 2003 — Jake & Dinos Chapman, Museum Kunst Palast, Дюссельдорф
- 2002 — Works from the Chapman Family Collection, White Cube, Лондон
- 2002 Jake and Dinos Chapman, Groninger Museum, Groninger
- 2001 — Jackie & Denise Chapwoman. New Work, Modern Art, Лондон
- 2000 — Jake & Dinos Chapman, Kunst Werke, Берлин
- 2000 — Jake & Dinos Chapman. GCSE Art Exam, The Art Ginza Space, Токио
- 1999 — Jake & Dinos Chapman, Fig.1, Лондон
- 1999 — Disasters of War, Jay Jopling/White Cube, Лондон
- 1998 — Dinos & Jake Chapman, Galerie Daniel Templon, Париж
- 1997 — Six Feet Under, Gagosian Gallery, Нью-Йорк
- 1996 — Solo Exhibition, P-House, Токио
- 1996 — Zero Principle, Giò Marconi, Милан
- 1996 — Chapmanworld, Institute of Contemporary Art, London / Grazer Kunstverein, Graz
- 1995 — Solo Exhibition, Gavin Brown’s Enterprise, Нью-Йорк
- 1995 — Zygotic acceleration, biogenetic, de-sublimated libidinal model (enlarged x 1000), Victoria Miro Gallery, Лондон
- 1995 — Bring Me the Head of Franco Toselli!, Ridinghouse Editions, Лондон
- 1995 — Five Easy Pissers, Andréhn-Schiptjenko Gallery, Стокгольм
- 1994 — Great Deeds Against the Dead, Victoria Miro Gallery, Лондон
- 1994 — Mummy & Daddy, Galeria Franco Toselli, Милан
- 1993 — The Disasters of War, Victoria Miro Gallery, Лондон
- 1992 — We Are Artists, Hales Gallery, Лондон; Bluecoat Gallery, Ливерпуль